# 新安镇 (江油市)
新安镇，是中华人民共和国四川省绵阳市江油市下辖的一个乡镇级行政单位。2019年12月，撤销义新镇，将其所属行政区域划归新安镇管辖，新安镇人民政府驻梨园路116号。

## 行政区划
新安镇下辖以下地区：
金果社区、新店村、大岩村、石桥村、南山村、黑滩村、许家桥村、晒经村、金瓜岭村、黄土村、古道村和天岭村。